# Confraternidad Guanacasteca
Confraternidad Guanacasteca fue un partido político costarricense provincial de la región de Guanacaste fundado en junio de 1937 por el médico y benemérito de la patria Francisco Vargas Vargas. Su primera convención se realizó en diciembre del mismo año en Llano Grande, Guanacaste, y reunió a unas 5000 personas para seleccionar a sus candidatos al Parlamento, siendo los primeros lugares para el propio Vargas Vargas, Lisímica Leiva Cubillo, Hernán Vargas Castro y Adán Guevara Centeno.
De ideología difusa, el partido estaba fundamentado en mejorar las condiciones de vida de los guanacastecos que, en ese entonces, eran malas y poco diferentes a las de la era colonial, en una región aislada del resto del país y solo conectada por una carretera que era transitable únicamente en verano. Mediante su partido, Vargas llegó a ser miembro del Congreso Constitucional en 1938 y a la Asamblea Constituyente que redacta la Constitución de 1949. El partido también apoyaba el sufragio femenino y una serie de reivindicación sociales como justicia social y mejoras de las condiciones de trabajo de los jornaleros.
Presentó a Virgilio Salazar Leiva como candidato presidencial en las elecciones de 1940 en que resultó elegido Rafael Ángel Calderón Guardia, siendo el partido menos votado con 5% de los votos frente a Calderón que obtuvo 84% y Manuel Mora Valverde del Partido Comunista que logró 9%. Ninguno de sus candidatos, fuera de Vargas, llegó a ser electo diputado.
Vargas es recordado como un médico humanista y caritativo con gran preocupación por los asuntos sociales y humanitarios. Aunque su partido nunca tuvo una ideología establecida, Vargas simpatizaba con las ideas socialdemócratas.